# Lydia Gurley
Lydia Gurley (Athenry, 9 de septiembre de 1984) es una deportista irlandesa que compite en ciclismo en la modalidad de pista. Ganó una medalla de plata en el Campeonato Europeo de Ciclismo en Pista de 2017, en la prueba de madison.

## Medallero internacional
| Campeonato Europeo | Campeonato Europeo | Campeonato Europeo | Campeonato Europeo |
| Año                | Lugar              | Medalla            | Competición        |
| ------------------ | ------------------ | ------------------ | ------------------ |
| 2017               | Berlín (Alemania)  | Medalla de plata   | Madison            |